# Bazylika Matki Bożej Dobrego Zdrowia
Bazylika Matki Bożej Dobrego Zdrowia, znana również jako Sanktuarium Matki Bożej z Velankanni – sanktuarium maryjne położone w miejscowości Velankanni w stanie Tamilnadu w Indiach. Świątynia jest również bazyliką mniejszą Kościoła łacińskiego, poświęconą Matce Bożej Dobrego Zdrowia.
Kult Matki Bożej Dobrego Zdrowia z Velankanni ma swoje korzenie w połowie XVI wieku i wiąże się z trzema odrębnymi cudami, w które katolicy wierzą, że wydarzyły się w tym miejscu: objawieniem Matki Bożej i Dzieciątka Jezus śpiącemu pasterzowi, uzdrowieniem chromego sprzedawcy maślanki oraz ratunkiem portugalskich marynarzy z niebezpiecznej burzy na morzu.
Początkowo, Portugalczycy z Goa i Bombay-Bassein zbudowali prostą i skromną kaplicę, po tym jak bezpiecznie wylądowali po ciężkim sztormie. Ponad 500 lat później, corocznie odbywa się dziewięciodniowe święto, które przyciąga niemal 5 milionów pielgrzymów. To miejsce nazywane jest „Lourdes Wschodu”, ponieważ jest jednym z najczęściej odwiedzanych ośrodków pielgrzymkowych w Azji Południowej.